# رافينا (أتيكي)
رافينا (Ραφήνα) هي مدينة في إقليم أتيكا في اليونان.